# 现金流折现模型
现金流折现模型（英語：Discounted Cashflow Model，縮寫：DCF），是公司财务和投资学领域应用最广泛的定价模型之一，在学术和实践领域都发挥着巨大的作用。
现金流折现模型的公式可以表述如下：
P0 = (E0CF1)/(1 + r) + (E0CF2)/(1 + r)2 + ... (延续到无限期)
其中P0代表某一企业、资产或工程的现值（当前价值），E0CFn代表当前预测的未来第n期产生的自由现金流，r代表自由现金流的折现率，即资本成本。这一模型的涵义是：一项投资或一个企业的当前价值，等于其未来所产生的现金流的现值之和。
现金流折现模型的计算方法很简单，但现实运用中涉及许多问题。首先，预测未来无限期的自由现金流是不可能完成的任务，即使只预测未来几期的现金流，其可靠性也非常可疑。其次，预测的对象是现金流而非会计利润，现金流的变化可能比利润的变化更难预测。第三，现金流的折现率即资本成本非常难以估计，虽然一般采用资本资产定价模型或套利定价模型进行模拟，但不一定适合一切性质的企业。现金流折现模型的结果对资本成本相当敏感，从公式即可看出，分母一个百分点的变化，可能导致结果的剧烈变化。
鉴于现金流折现模型的诸多局限性，金融界专业人士往往用乘数定价模型、资产重置成本定价模型、剩余收益模型、异常收益增长模型等对其进行补充。股息折现模型可以视为现金流折现模型的一种特殊形式。